# Isola dello Sgombro
L'isola dello Sgombro è un isolotto del mar di Sardegna situato nella Sardegna settentrionale, prospiciente l'omonima cala dell'isola dell'Asinara.

Appartiene amministrativamente al comune di Porto Torres.